# 한탄강생활체육공원
한탄강생활체육공원(漢灘江生活體育公園, Hantangang Sports Park)은 대한민국 경기도 연천군에 있는 스포츠 시설이다. 인조잔디 필드가 갖춰진 축구 경기장이 설치되어 있으며, 2007년에 준공되었다.

## 참고 문헌
- “한탄강생활체육공원”. 연천군시설관리공단. 2020년 3월 2일에 원본 문서에서 보존된 문서. 2020년 4월 18일에 확인함.
- 《전국 공공체육 시설 현황 (2017년말 기준)》. 대한민국 문화체육관광부. 2019.